# Доценко Марія Ростиславівна
Доценко Марія Ростиславівна (1 листопада 1967, Київ) — український науковець, журналіст та дипломат. Керівник відділу преси та громадської інформації Місії ОБСЄ в Сербії. Представник Департаменту громадської інформації у Відділенні Організації Об'єднаних Націй в Єревані, Вірменія. Донька Ростислава Доценка та Ніни Вірченко.

## Біографія
Народилася 1 листопада 1967 року в Києві. Закінчила Київський державний університет ім. Т.Шевченка, факультет кібернетики та факультет журналістики. Закінчила Міжнародний інститут менеджменту, магістр ділового адміністрування. Кандидат фізико-математичних наук (1996).
Працювала радником у зв'язках з засобами масової інформації в Управлінні Координатора проектів ОБСЄ; керівником проекту з Агентством США з міжнародного розвитку (USAID), а також технічним аналітиком мережі зв'язків із іноземними громадянами.
З січня 2005 року по червень 2008 року співробітник відділу преси та громадської інформації Місії ОБСЄ з питань розвитку та моніторингу в Скоп'є. З червня 2008 до серпня 2009 року працювала керівником відділу преси та громадської інформації Місії ОБСЄ в Сербії.
Генеральний секретар ООН Пан Гі Мун оголосив про призначення Марії Доценко, громадянки України, представником Департаменту громадської інформації у Відділенні Організації Об'єднаних Націй в Єревані, Вірменія. Вона приступила до виконання своїх нових обов'язків 10 серпня 2009 року.
15 січня 2016 року приступила до виконання обов’язків директором Інформаційного центру ООН у Тегерані, Ісламська Республіка Іран.   
Представниця UN Women(2023). 